# 佐藤真千子
佐藤 真千子（さとう まちこ）は、日本の政治学者（アメリカ政治・アメリカ外交・アメリカ歴史・国際政治）。学位は、博士（学術）（聖学院大学・2010年）。静岡県立大学国際関係学部准教授・大学院国際関係学研究科准教授。
静岡県立大学大学院国際関係学研究科助手、静岡県立大学大学院国際関係学研究科助教などを歴任。

## 来歴

### 生い立ち
アメリカ合衆国にてポートランド大学に進学し、政治学部にて学び、1990年8月、ポートランド大学卒業にともない、Bachelor of Artsの学位を取得。また、獨協大学外国語学部英語学科においても学んだ。1991年3月、獨協大学を卒業した。それにともない、文学士の称号を取得した。そのまま獨協大学の大学院に進学し、外国語学研究科の英語学専攻にて学んだ。1993年3月、獨協大学大学院の博士前期課程を修了した。それにともない、修士（英語文化研究［国際関係］）の学位を取得した。

### 研究者として
1999年2月、静岡県立大学大学院国際関係学研究科助手に就任。学校教育法の改正にともない、2007年4月からは、静岡県立大学大学院国際関係学研究科助教となった。その間、並行して聖学院大学大学院に在籍、アメリカ・ヨーロッパ文化学研究科にて学んだ。2010年3月、聖学院大学大学院博士後期課程修了にともない、博士（学術）の学位を取得、博士論文の題は「「自由世界」の実現を目指して : フリーダム・ハウスの活動の軌跡第二次大戦からベトナム戦争まで 」。2011年4月より、本務として静岡県立大学国際関係学部講師に就任、主として国際関係学科の国際政治経済コースの講義を担当した。また、今までの本務であった大学院国際関係学研究科においても、講師を兼務、主として国際関係学専攻の講義を担当した。

## 研究
専門は政治学。特に、アメリカ政治・アメリカ外交・アメリカ歴史・国際政治の研究に従事する。アメリカ合衆国の政治・アメリカ合衆国の外交・アメリカ合衆国の歴史の研究に取り組み、アメリカ合衆国における自由と民主主義の追求に関する研究などを行う。また、アメリカ合衆国の非政府組織であるフリーダム・ハウスの研究に取り組み、その成果を論文として発表した。
日本国際政治学会、アメリカ学会・日本アメリカ史学会に所属。アメリカ研究学会において、2010年の全国研究大会の実行委員長を務めた。

## 略歴
- 1990年 - ポートランド大学政治学部卒業。
- 1991年 - 獨協大学外国語学部卒業。
- 1993年 - 獨協大学大学院外国語学研究科博士前期課程修了。
- 1999年 - 静岡県立大学大学院国際関係学研究科助手。
- 2007年 - 静岡県立大学大学院国際関係学研究科助教。
- 2010年 - 聖学院大学大学院アメリカ・ヨーロッパ文化学研究科博士後期課程修了。
- 2010年 - アメリカ研究学会全国研究大会実行委員長。
- 2011年 - 静岡県立大学国際関係学部講師。
- 2011年 - 静岡県立大学大学院国際関係学研究科講師。

## 著作
- 佐藤真千子稿「冷戦期アメリカのインドシナ介入をめぐる対外政策の形成」『民主主義研究会紀要』26号、民主主義研究会、1997年11月、51-70頁。ISSN 0287-3990
- 佐藤真千子稿「対ベトナム経済援助禁止をめぐるアメリカの国内拘束要因」『民主主義研究会紀要』27号、民主主義研究会、1998年11月、127-142頁。ISSN 0287-3990
- 佐藤真千子稿「カーター政権の人権外交――政策決定過程における人権人道局の限界」『静岡県立大学国際関係学部研究紀要』13号、静岡県立大学、2000年、55-76頁。ISSN 0916-2925
- 小浜裕久ほか稿「専門家制度のタイ調査報告――専門家派遣の需要と供給のミスマッチを制度面で改革せよ」『国際開発ジャーナル』524号、国際開発ジャーナル社、2000年7月、20-23頁。ISSN 0911-9345
- 井上朋子・佐藤真千子・吉村紀子稿「大学教育におけるTOEIC指導――成果と課題」『国際関係・比較文化研究』1巻1号、静岡県立大学国際関係学部、2002年12月、41-56頁。ISSN 1348-1231
- 佐藤真千子稿「アメリカ的自由世界を求めて――フリーダム・ハウスの活動の遍歴」『国際関係・比較文化研究』5巻1号、静岡県立大学国際関係学部、2006年9月、21-45頁。ISSN 1348-1231
- 佐藤真千子稿「トルーマン政権におけるトルコの位置づけに関する一考察――『中東』から『ヨーロッパ』へ?」『国際関係・比較文化研究』5巻2号、静岡県立大学国際関係学部、2007年3月、401-430頁。ISSN 1348-1231
- 佐藤真千子稿「押し戻された1年――2006年度国務省人権報告書の基調」『国際関係・比較文化研究』6巻1号、静岡県立大学国際関係学部、2007年9月、41-60頁。ISSN 1348-1231
- 佐藤真千子稿「フリーダム・ハウスと冷戦後の世界」『聖学院大学総合研究所紀要』43号、聖学院大学総合研究所、2008年、425-463頁。ISSN 0917-8856
- 佐藤真千子稿「アメリカによる民主化拡大と『自由の帝国』」『国際関係・比較文化研究』6巻2号、静岡県立大学国際関係学部、2008年3月、459-472頁。ISSN 1348-1231
- 佐藤真千子稿「フリーダム・ハウスとノーマン・カズンズ」『国際関係・比較文化研究』10巻1号、静岡県立大学国際関係学部、2011年9月、1-24頁。ISSN 1348-1231
- 佐藤真千子稿「ベトナム戦争期におけるフリーダム・ハウスの思想と活動――ジョンソン政権期を中心に」『国際関係・比較文化研究』11巻1号、静岡県立大学国際関係学部、2012年9月、149-177頁。ISSN 1348-1231
- 佐藤真千子稿「米国の人権外交と対外援助」『国際関係・比較文化研究』12巻1号、静岡県立大学国際関係学部、2013年9月、61-81頁。ISSN 1348-1231

## 関連人物
- 小浜裕久
- 吉村紀子